# Trixoscelis deemingi
Trixoscelis deemingi är en tvåvingeart som beskrevs av Woznica 2009. Trixoscelis deemingi ingår i släktet Trixoscelis och familjen myllflugor. Inga underarter finns listade i Catalogue of Life.